# 弗里 (印第安納州)
弗里（英語：Free）是位於美國印地安納州本頓縣的一個非建制地區。該地的面積和人口皆未知。

## 地理
弗里的座標為40°37′18″N 87°27′26″W / 40.62167°N 87.45722°W，而該地的平均海拔高度為226米（即741英尺）。